# Maria Jaworska
Maria Jaworska (ur. 8 marca 1885 w Wiedniu, zm. 5 lutego 1957 we Lwowie) – polska pedagog, działaczka społeczna okresu II RP, posłanka na Sejm II RP w latach 1928–1935.

## Życiorys
Studiowała polonistykę i historię na Uniwersytecie Jana Kazimierza we Lwowie. W 1926 otrzymała dyplom nauczyciela szkół średnich. W latach 1904–1914 prowadziła tajne grupy samokształceniowe dla dziewcząt. Od 1905 pracowała w szkołach prywatnych, w latach 1911–1918 w Seminarium Nauczycielskim we Lwowie, od 1921 w Kuratorium Okręgu Szkolnego Lwowskiego, w latach 1923–26 uczyła w Seminarium Nauczycielskim im. Szymona Konarskiego, w latach 1926–28 była dyrektorką Seminarium Nauczycielskiego Żeńskiego im. Adama Asnyka, w latach 1935–39 wizytatorką szkół okręgu lwowskiego. Należała do Lwowskiego Koła Polskiego Towarzystwa Antropozoficznego. 
Przewodnicząca oddziału lwowskiego Związku Pracy Obywatelskiej Kobiet i wiceprzewodnicząca Zarządu Głównego tej organizacji. Sprawowała mandat posła II i III kadencji z listy BBWR z okręgu Lwów. W Sejmie była członkiem komisji budżetowej oświaty, pracowała w komisjach opieki społecznej i inwalidzkiej. 
W czasie II wojny światowej, do 1941 pracowała w polskiej szkole średniej, następnie w szkole zawodowej, uczestnicząc w tajnym nauczaniu. Po 1945 i wysiedleniu Polaków ze Lwowa zdecydowała się pozostać w mieście, gdzie udzielała się w lokalnych kołach polskich – m.in. uczyła dzieci języka polskiego, także w sowieckich szkołach z polskim językiem wykładowym. Zmarła we Lwowie. Pochowana na Cmentarzu Łyczakowskim. 

## Ordery i odznaczenia
- Złoty Krzyż Zasługi (11 listopada 1936)[1]
- Medal Niepodległości (19 grudnia 1933)[2]
- Złoty Wawrzyn Akademicki (5 listopada 1935)[3]